# Puerto Madryn
Puerto Madryn (in lingua gallese, Porth Madryn) è una della città della provincia del Provincia di Chubut, nella Patagonia argentina. È il capoluogo del dipartimento di Biedma, ed ha una popolazione di circa 58 000 abitanti.

## Geografia fisica
Puerto Madryn è protetta dal Golfo Nuevo, formato dalla penisola di Valdés e da Punta Ninfas. La città è il punto di partenza ideale per visitare le attrazioni naturali offerte dalla costa e dalla penisola di Valdés.

## Storia
La città fu fondata il 28 luglio 1865, quando 150 immigrati gallesi, giunti con la nave The Mimosa, chiamarono il porto naturale Puerto Madryn in onore di Sir Love Jones-Parry (1832–1891), la cui tenuta in Galles era chiamata "Madryn". L'insediamento si sviluppò grazie al tratto di ferrovia costruito fra Madryn e Trelew da immigrati gallesi, italiani e spagnoli.

## Infrastrutture e trasporti
La principale via d'accesso alla città è la Strada nazionale 3 che unisce Buenos Aires alla Patagonia e alla Terra del Fuoco.

### Aeroporti
Puerto Madryn è servita dall'aeroporto El Tehuelche, situato a 6,5 km ad ovest del centro della città.

## Collegamenti esterni

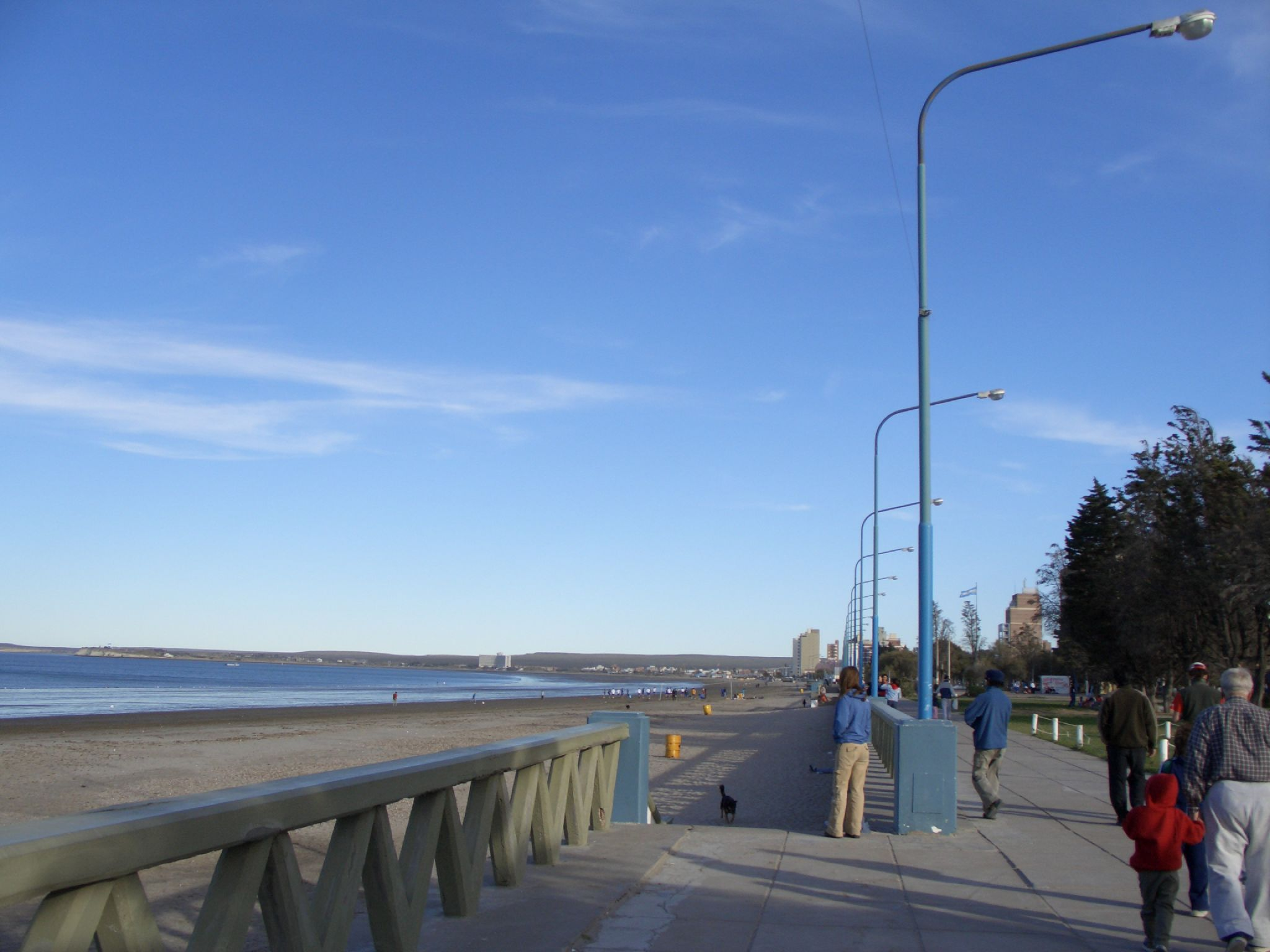
La spiaggia di Puerto Madryn

## Amministrazione

### Gemellaggi
- Nefyn (Regno Unito)[1][2][3]